# Urtegård (kirkegård)
 For alternative betydninger, se Urtegård. (Se også artikler, som begynder med Urtegård)
Den del af en kirkegård, der ligger tættest ved kirken, betegnes fra gammel tid urtegård. Den var den mest eftertragtede del af kirkegården (mest eftertragtet var en grav under kirkegulvet og jo tættere på alteret jo bedre), så derfor var området omkring koret – korurtegården (eller korsurtegården) – det fineste.
Ordbog over det danske sprog (ODS) oplyser at denne brug af ordet vist stammer fra de katolske klostres begravelser i urtehaven.
ODS betegner brugen som forældet, men Holmens Kirke kalder stadig et område på kirkens nordøstside Lille Urtegård og området nord for koret for Korurtegården, selv om navnet er ved at vige for Tordenskioldgården. Området mellem kapellængerne på Sankt Petri Kirke i København hedder Urtegården (på tysk: Kräutergarten).